# Eduard Marek
Eduard Emil Patrik Marek, skautským jménem Hroznýš, (17. března 1917 Žižkov – 22. ledna 2022) byl český skaut, člen třetího odboje a politický vězeň.

## Život
Narodil se a mládí prožil v Praze na Žižkově. V roce 1936 sloužil u prvního leteckého pluku ve Kbelích, kde prožil i mobilizaci v září 1938. Za druhé světové války byl v roce 1942 tři měsíce vězněn za stýkání se se Židy. Po komunistickém puči 1948 spoluzakládal odbojovou skupinu DEB, která se ovšem nestačila výrazněji projevit. Marek byl roku 1949 zatčen a odsouzen na 10 let, propuštěn byl v roce 1956. Jako dlouholetý skaut se podílel na obnovování skautské organizace v roce 1968 i po roce 1989.
Žil na pražském Spořilově. V roce 2019 se stal jedním ze třech nejstarších lidí na světě, kteří seskočili s padákem. Eduard Marek seskočil z výšky 3200 metrů na kolínském letišti. Od června 2021 do smrti byl nejstarším žijícím mužem české národnosti.
Pohřeb Eduarda Marka se konal 29. ledna v kostele sv. Anežky České na Spořilově, mši celebroval biskup a skaut František Radkovský, promluvil i náčelník Junáka Ondřej Vokál. Věnce zaslala Poslanecká sněmovna, Senát, některá ministerstva a slovenská prezidentka Zuzana Čaputová. Pohřben byl na Vinohradském hřbitově.

## Dílo
- MAREK, Eduard; TUČKOVÁ, Michaela. Nebyl den jako druhý : touhy a sny kluka ze Žižkova. Praha: Farnost u kostela sv. Anežky České, 2018. 305 s. ISBN 978-80-270-3481-9.